# Fengle (sockenhuvudort i Kina, Heilongjiang Sheng, lat 46,24, long 127,14)
Fengle (kinesiska: 丰乐, 丰乐乡) är en sockenhuvudort i Kina. Den ligger i provinsen Heilongjiang, i den nordöstra delen av landet, omkring 67 kilometer nordost om provinshuvudstaden Harbin. Antalet invånare är 29 422. Befolkningen består av 14 634 kvinnor och 14 788 män. Barn under 15 år utgör 14,0 %, vuxna 15-64 år 78 %, och äldre över 65 år 6,0 %.
Runt Fengle är det ganska tätbefolkat, med 248 invånare per kvadratkilometer. Närmaste större samhälle är Baikui, 17,4 km nordväst om Fengle. Trakten runt Fengle består till största delen av jordbruksmark.
Genomsnittlig årsnederbörd är 854 millimeter. Den regnigaste månaden är juli, med i genomsnitt 192 mm nederbörd, och den torraste är januari, med 8 mm nederbörd.